# Richard Bohslavsky
Richard Bohslavsky (ur. 19 lipca 1904 w Obervellach, zm. 22 maja 1984 w Zirl) – austriacki strzelec, olimpijczyk. 
Brał udział w Letnich Igrzyskach Olimpijskich 1948 (Londyn); startował tylko w konkurencji strzelania z karabinu małokalibrowego leżąc z odl. 50 metrów, w której zajął 58. miejsce.

## Wyniki olimpijskie
| Igrzyska | Konkurencja                            | Wynik                          | Miejsce    | Źródło |
| -------- | -------------------------------------- | ------------------------------ | ---------- | ------ |
| IO 1948  | Karabin małokalibrowy leżąc, 50 metrów | 575 punktów (95-96-96-94-96-98 | 58 (na 71) | [ 2 ]  |